# Wilner Piquant
Wilner Piquant (né le 4 décembre 1951 en Haïti) est un joueur de football international haïtien, qui évoluait au poste de gardien de but.

## Biographie

### Carrière en club
Il joue notamment en faveur du Violette Athletic Club.

### Carrière en équipe nationale
Avec l'équipe d'Haïti, il joue 9 matchs dans les compétitions organisées par la FIFA, sans inscrire de but, entre 1976 et 1981.
Il figure dans le groupe des sélectionnés lors de la Coupe du monde de 1974. Il ne joue aucun match lors de la phase finale du mondial organisé en Allemagne. Il dispute toutefois trois matchs comptant pour les éliminatoires du mondial 1978, et six entrant dans le cadre des éliminatoires du mondial 1982.

### Vie personnelle
Dans les années qui suivent sa retraite sportive, il vit dans la localité haïtienne de La Saline. 
En 2005, il est hospitalisé durant plusieurs semaines (jambe cassée), faisant suite à une agression où des bandits ont voulu lui voler sa voiture. Il souffre d'atroces migraines depuis cette agression.
Il est par la suite frappé de deux ictus.